# 자밀 킴
자밀 킴(영어: Jhameel Kim, 1989년 9월 1일 ~ )은 유튜브를 통해 활동하는 싱어송라이터 뮤지션. 《슈퍼스타K 7》에 출연하여 3위를 하였다.

## 학력
- 캘리포니아 대학교 버클리캠퍼스 아랍어과

## 방송 출연
- 2015년 Mnet 《슈퍼스타K 7》
- 2016년 tvN 《노래의 탄생》

## 음반
- 《Jhameel》 (2009년)
- 《The Human Condition》 (2011년)
- 《Dance EP》 (2011년)
- 《Waves》 (2012년)
- 《CONTRAST》 (2012년)
- 《Are You Free》 (2012년)
- 《Symbol》 (2012년)
- 《Lion's Den》 (2014년)
- 《Mind Over Matter》 (2015년)
- 《Moment》 (2015년)
- 《How It Feels 》(2016년)
- 《Feisty》 (2016년)
- 《White Lie》 (2016년)
- 《Waves》 (2016년)
- 《Bomb Digga Woo》 (2016년)
- 《Hold On》 (2016년)
- 《YNOT》 (2016년)
- 《TAYCO》 (2016년)
- 《BYE》 (2016년)
- 《Romantic Soul》 (2016년)
- 《PCH》 (2017년)

### OST
- 《Dear Sister OST》 (2015년)

### 합작 음반
- 《노래의 탄생 Part 4 》 (with 유성은, 홍대광) (2016년)
- 《DIA TV - Show Your Own》 (with 롱디, 이안, 디오지, 채희선, 팻두), 박PD, 데이브, 유준호, 씬님, 이예은, 강수빈) (2016년)